# Eunice tenuis
Eunice tenuis är en ringmaskart som först beskrevs av Treadwell 1921.  Eunice tenuis ingår i släktet Eunice och familjen Eunicidae.
Artens utbredningsområde är Mexikanska golfen. Inga underarter finns listade i Catalogue of Life.